# 後生川凜
後生川 凜（ごしょがわ りん、1996年（平成8年）10月11日 - ）は、日本のアナウンサー。熊本放送（RKK）のアナウンサーである。

## 来歴・人物
４人兄弟の3番目として熊本市に生まれる。父親は生誕当時教員である。身長163cm。
熊本信愛女学院中学校、熊本県立熊本高等学校を経て、慶應義塾大学総合政策学部を卒業後、2020年4月1日に熊本放送へ入社。報道制作局アナウンス部に配属される。

## 嗜好・挿話
生誕直前のエピソードとして、阪神甲子園球場で観戦したという1996年8月21日の「奇跡のバックホーム」で知られる第78回全国高等学校野球選手権大会決勝の当時、観戦していた母親がまさに後生川を妊娠していたこともあって、レギュラー番組等でこのことを語ることがある。
この様に野球一家の生まれであり、兄と姉がリトルリーグで野球をしていたことがきっかけで、小学校1年生の時に野球を始める。
一旦はバレーボールに転向するも、進学した慶應義塾大学では野球部のマネージャーを4年間務めていた。当時のチームメイトに福岡ソフトバンクホークスに所属する柳町達がおり、ブログで彼のことを「推し」と表現したこともある。
先述の通り、小学4年生から高校まで9年間バレーボール部に所属し、小中高と主将を務めた。
このように学生時代はスポーツに打ち込んだことから、熊本放送入社翌年の2021年までは人生の大半でヘアスタイルをショートヘアにして過ごしており、髪が伸びたことと番組担当のスタイリストにアレンジされたことを喜びつつも、手入れに悩んでいることをブログで明かしたことがある。尚、2022年以降は再びショートヘアに戻している。
また、シャープで整った顔立ちとヘアスタイル、スレンダーながら均整の取れたスタイルおよび声質から、熊本放送への入社直後は一部から「AIのようだ」と実在を疑う声すらあり、2024年8月に系列局のCBCテレビの情報番組「ゴゴスマ -GO GO!Smile!-」のアシスタント夏季休暇時の代理として、CBCのスタジオから久々に全国ネットに登場した際には「（熊本が生んだ）AIアナウンサー」の異名で紹介された。但し本人はこの傾向をたいへん嫌がっているようで、レギュラー番組「夕方LIVE ゲツキン!」のホームページの出演者紹介には「『ロボットみたい』『人形みたい』とよく言われますが、熊本で生まれ育った本物の人間です」との記述がある。
back numberのファンであり、番組内で流す曲を出演アナウンサーが選曲するラジオ番組「アナぐらむ」ではすべてback numberの楽曲を選んでいた。

## 現在の担当番組

### ラジオ・テレビ
- 熊日ニュース（随時。2025年4月改編時、金曜朝のラジオ2枠は後生川固定）

### ラジオ
- 午後2時5分一寸一服 - 火曜担当（2025年4月1日 - ）
- ニュース515 - 火曜担当（2025年4月1日 - ）
- とんでるワイド 大田黒浩一のきょうも元気! - 金曜アシスタント（2025年4月4日 - ）

### テレビ
- NEWSゲツキン - 月曜・水曜サブアンカー（2025年3月31日 - ）

## 過去の担当・出演番組

### ラジオ
- 安井まさじの暇つぶし
  - 入社同期の上妻卓実がディレクション・プロデュースを担当した。
- ラジてん
  - レギュラー出演者休演時の代役を度々務めた[9][12]。
- おもいでビルボード

### テレビ
- 夕方LIVE ゲツキン!（月-木MC[11]←水・木・金MC及び不定期中継リポーター←火曜・木曜中継リポーター、2020年9月29日[13] - 番組終了）
  - 2022年4月6日より番組終了前日の2025年3月20日まで司会。中継リポーターとしては2021年3月までは、火曜日のみ平岡夏希と隔週交代[14]での出演であった。
- 森田さんと見る新しいニッポンの初日の出（TBSテレビ制作、2021年1月1日）
  - 本妙寺公園（熊本市）からの初日の出生中継リポートを担当
- ゴゴスマ -GO GO!Smile!-（CBCテレビ制作、2024年8月5日[9]）
  - アシスタント代理としてCBCテレビのスタジオから出演。